# Castianeira kibonotensis
Castianeira kibonotensis là một loài nhện trong họ Corinnidae.
Loài này thuộc chi Castianeira. Castianeira kibonotensis được Roger de Lessert miêu tả năm 1921.